# Schriftreform in Japan
Bei der Schriftreform in Japan 1946 wurden die Kanji (Schriftzeichen der Han), die den chinesischen Langzeichen entsprachen, durch neue Zeichen, meist mit weniger Strichen, ersetzt. Die „alten“ Kanji wurden danach als Kyūjitai (jap. 旧字体; in Kyūjitai 舊字體; dt. „alte Zeichenform“) oder Kyūkanji (旧漢字; in Kyūjitai 舊漢字; dt. „alte Kanji“) bezeichnet. Die neu geschaffenen Zeichen werden seitdem als Shinjitai (新字体 / 新字體) bzw. Shinkanji (新漢字) bezeichnet. Diese alten Zeichen sind heutzutage in Japan fast völlig außer Gebrauch, im Gegensatz zu den chinesischen Langzeichen, die in Taiwan, Hongkong und auch begrenzt in der Volksrepublik China noch in Gebrauch sind.

## Unterschiede in der Druckschrift und in der Schreibschrift vor der Schriftreform
In Japan wurden vor der Schriftreform mehrere Varianten parallel benutzt. Die Handschrift unterschied sich dabei in einigen Varianten von der Druckschrift. Im Zuge der Schriftreform wurden meistens die Schreibschrift-Varianten zur Druckform erhoben.
| Druckschrift | Handschrift | Anmerkungen      |
| ------------ | ----------- | ---------------- |
| 黃           | 黄          |                  |
| 德           | 徳          |                  |
| 竝           | 並          |                  |
| 黑           | 黒          |                  |
| 戶           | 戸 bzw. 户  | Auch als Radikal |
| 硏           | 研          |                  |
| 示           | 礻          | Auch als Radikal |

Anmerkung: Nicht in allen Schriftarten werden die Unterschiede zwischen den Zeichen dargestellt.

## Heutiger Gebrauch der alten Kanji
Heutzutage sind die alten Kanji fast komplett außer Gebrauch geraten. Es werden so gut wie keine Bücher mehr in alten Kanji gedruckt. Im Gegensatz dazu werden die alten Zeichen noch begrenzt zur Hervorhebung benutzt. So lassen sich in Japan noch an einigen Geschäften alte Varianten wie 龜 kame (heute 亀), 晝 hiru (heute 昼) usw. finden. In Namen, wie z. B. Personennamen, geographischen Orten oder Firmennamen werden auch die alten Zeichen noch gebraucht.
Beispiele:
- Mori Ōgai (森 鷗外, heutige Variante wäre 森 鴎外)
- Yasukuni-Schrein (靖國神社, heutige Variante 靖国神社). Der Yasukuni-Schrein selber benutzt die alte Version, Straßenschilder usw. benutzen aber auch die neue Variante.
- Akira Kurosawa (黒澤 明, heute: 黒沢 明. Hier ist allerdings eine Mischung aus alten und neuen Zeichen vorhanden, die komplett alte Version wäre 黑澤 明)

Einige Zeichen sind auch heute noch im normalen Gebrauch anzutreffen. So wurde z. B. das Zeichen für „Drache“ – 龍 ryō – zu 竜 vereinfacht, trotzdem wird 龍 immer noch sehr oft benutzt. Auch andere Zeichen, wie 國 koku, deutsch ‚Staat, Land‘ sind noch weit verbreitet. Andere Kyūjitai dagegen sind so gut wie ausgestorben.

## Alte Zeichen im Computerschriftsatz
Die alten Kanji haben grundsätzlich eigene Codepunkte in Unicode. So hat beispielsweise das alte Zeichen von 国 koku, deutsch ‚Staat, Land‘ (U+56FD), 國, einen eigenen Codepunkt unter U+570B. Diese gleichen Codepunkte werden auch im traditionellen Chinesisch gebraucht. Allerdings sind verschiedene kleinere Unterschiede, wie beispielsweise die Radikale 示 shime / 礻 oder 食 shoku im Zuge der Han-Vereinheitlichung nicht separat kodiert worden. Das hatte zur Folge, dass lange Zeit keine Möglichkeit bestand, alte Varianten am Computer mit Unicode darzustellen, da nur mit einer anderen Schrift diese angezeigt werden konnte. Aus diesem Grund war Unicode in Japan nicht sehr populär. Erst mit den Ideographic Variation Selectors wurde eine Möglichkeit eingeführt, alte Zeichen zu kodieren.

## Anmerkung
1. ↑  In der Volksrepublik China waren die Langzeichen (chin. 繁體字 fántǐzì) offiziell nie abgeschafft; d. h. diese Schriftzeichen sind nach wie vor im Schriftsystem integriert. Einzig die Beherrschung der Langzeichen ist in den amtlichen Schullehrplänen (in Festlandchina) nicht vorgeschrieben.